# Långbyxor m/1880

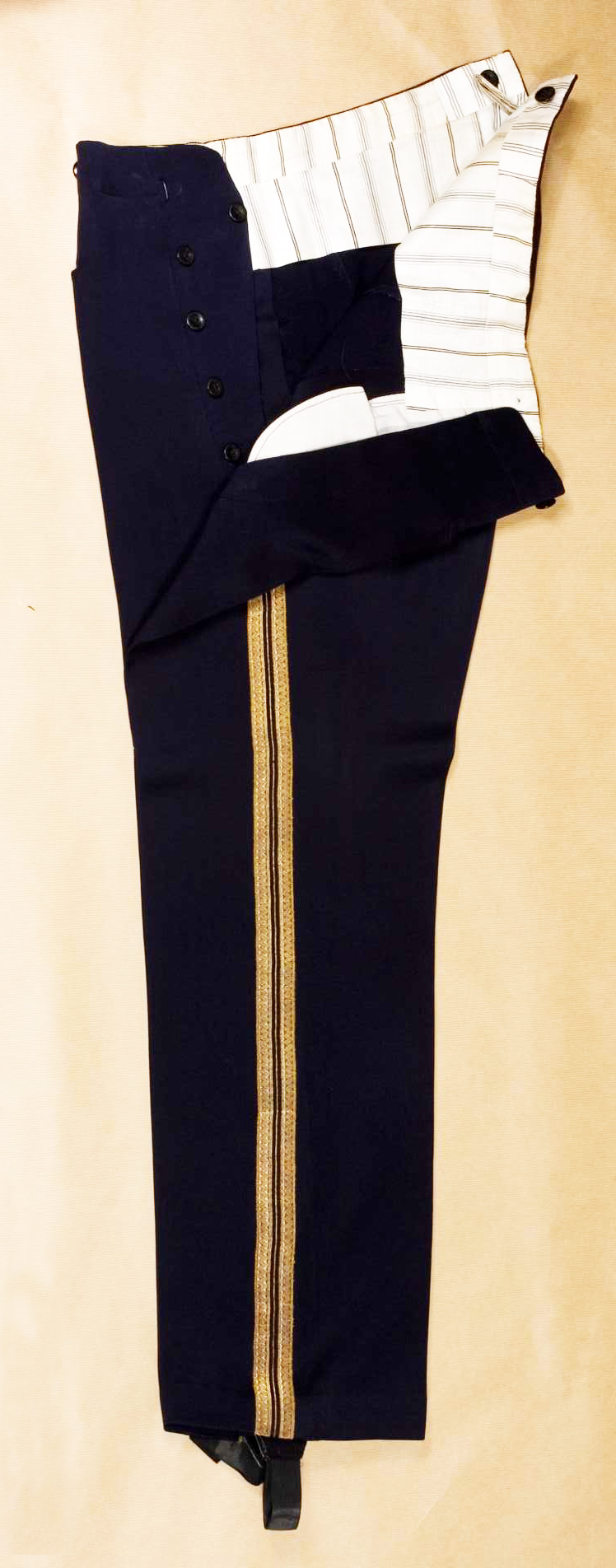
Långbyxor m/1880 för officer vid artilleriet.

Långbyxor m/1880 är en långbyxa som har använts inom försvarsmakten (dåvarande krigsmakten).

## Utseende
Tillverkad av mörkblått kläde, yllediagonal eller ripsdiagonal (samma som vapenrock) med knappar i gylf samt sidfickor och hällor för livrem. I yttersömmen från linningens överkant till byxbenets nedre kant finns en 2-3 mm bred passpoal i guldtyg omgiven av en revär i guldtyg på vardera sida.

## Användning
Långbyxor m/1880 användes bara av officerare inom artilleriet till attila m/1873 och käppi m/1880.

### Webbkällor
1. ↑  ”Digitalt Museum”. http://www.digitaltmuseum.se/. Läst 20 september 2012.